# Jan Neumann
Jan Neumann (19. září 1920  – ?) byl český a československý politik Československé strany socialistické, poslanec České národní rady a Sněmovny národů Federálního shromáždění za normalizace.

## Biografie
K roku 1969 se uvádí původní profesí účetní, bytem Brno. Absolvoval obchodní školu a kurz státního účetnictví na právnické fakultě. Pracoval jako vnitropodnikový kontrolor v družstvu Konekta Brno. Byl poslancem KNV pro Jihomoravský kraj, členem krajské zdravotní komise a Městského výboru Národní fronty a předsedou krajského protialkoholního sboru. Bylo mu uděleno vyznamenání Za zásluhy o výstavbu.
Po provedení federalizace Československa usedl v lednu 1969 do Sněmovny národů Federálního shromáždění. Nominovala ho Česká národní rada, v níž rovněž zasedal. Ve federálním parlamentu zasedal do konce funkčního období, tedy do voleb roku 1971.